# باولا لست
باولا لست (16 أغسطس 1972 - ) (بالهولندية: Paula List)‏ هي لاعبة كرة طائرة مملكة هولندا.